# 洛佐瓦 (赫梅利尼克區)
49°30′56″N 27°50′15″E / 49.51556°N 27.83750°E
洛佐瓦（烏克蘭語：Лозова），是烏克蘭的村落，位於該國西南部文尼察州，由赫梅利尼克區負責管轄，始建於1790年，面積1.1平方公里，海拔高度301米，2001年人口245，人口密度每平方公里222.73人。